# Таксономија
Таксономија је пракса и класификација која се бави класификацијом или категоризацијом. Таксономија се састоји од два дела: развој основновне шеме за класе (таксономија) и алокација ствари у класе (класификација).
Изворно таксономија је означавала класификацију организама на основу заједничких особина. Сада има више опште значење у смислу да се може односити на класификацију ствари или концепата као и принципа који су основ тог рада. Самим тим таксономија се може користити за организацију врста, докумената, видео снимака или било чега другог.
Таксономија организује таксономске јединице од којих су многе хијерархиске.
Једна од функција таксономије је да олакша корисницима проналажење онога што траже, ово је највидљивије у библиотечкој класификацији.